# Qirat

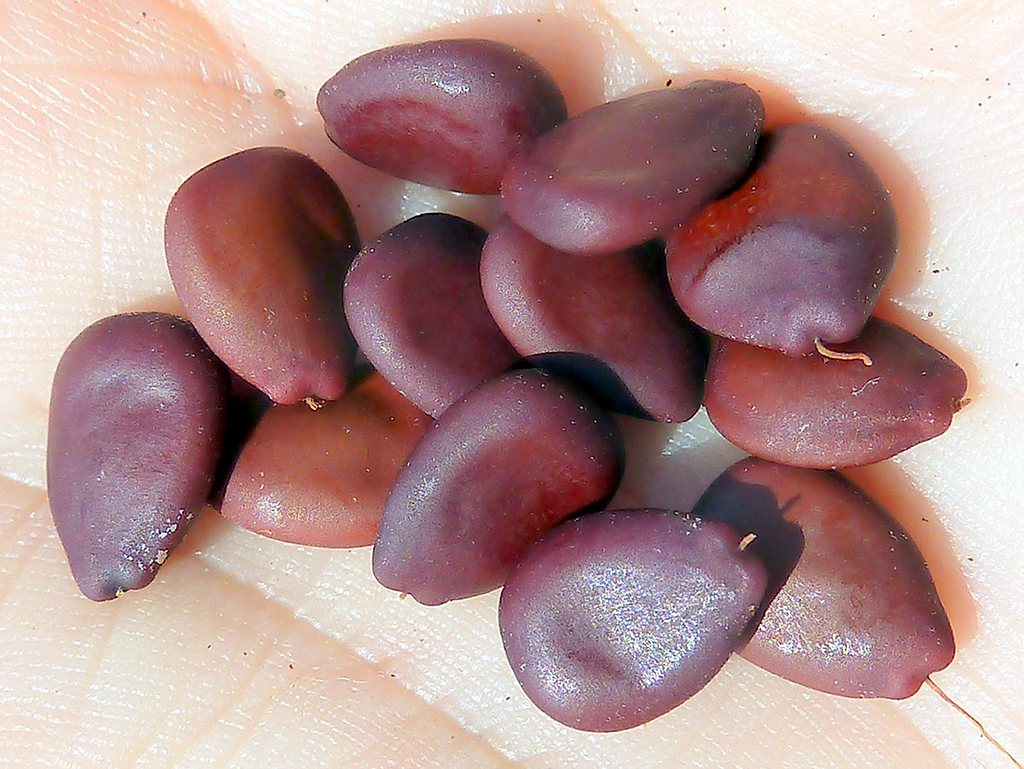
Semi di Ceratonia siliqua

Qirat (in arabo قيراط‎?, qīrāṭ) era il nome arabo del carato, che derivava dal nome del seme della carruba (Ceratonia siliqua, L.).
Il qirat era utilizzato dagli Arabi come unità di misura di peso per i metalli preziosi, calcolato sul peso del seme di carruba, di circa 0,2 grammi.
Qirat era anche un sottomultiplo del dirham, la moneta d'argento comune nel mondo islamico durante il Medioevo.